# 袁传宓
袁传宓（1926年—1994年），男性，是一名中国动物学家。

## 生平
1926年出生于江苏盱眙的一个富裕地主家庭，毕业于金陵大学，20世纪50年代院系调整后担任南京大学教授。袁传宓曾通过长期实地调查，深入研究长江刀鱼的生活习性、种群组成、洄游路径等。

## 家庭
- 女：袁劲梅，克瑞顿大学教授，居住在美国。